# Augochloropsis fairchildi
Augochloropsis fairchildi är en biart som beskrevs av Michener 1954. Augochloropsis fairchildi ingår i släktet Augochloropsis och familjen vägbin. Inga underarter finns listade.